# Línea L10 (Montevideo)
La línea L10 fue una línea local de Montevideo, unía la Plaza Vidiella con Melilla.

## Supresión
A fines del año 2012 al inaugurarse la Terminal Colón esta línea fue sustituida por la línea G10, la cual comenzaría a funcionar en la nueva terminal.

## Recorridos
Ida
- Plaza Vidiella
- Avenida Lezica
- Guanahany
- Vehicular Peatonal
- Sanatorio Saint Bois
- Camino Fauquet
- Camino Melilla
- Camino Francisco Azarola
- Camino de La Redención
- Camino Félix Buxareo

Vuelta
- Camino Félix Buxareo
- Camino Melilla
- Ruta 5
- Anillo Perimetral
- Camino Fauquet
- Sanatorio Saint Bois
- Guanahany
- Avenida Lezica
- Avenida Eugenio Garzón
- Plaza Vidiella

## Barrios
El L10 pasa por los barrios: Colón, Lezica y Melilla.